# Camponotus sericatus
Camponotus sericatus är en myrart som beskrevs av Mayr 1887. Camponotus sericatus ingår i släktet hästmyror, och familjen myror. Inga underarter finns listade.